# Пржевальский район
Пржевальский район (кирг. Пржевальск району) — единица административного деления Киргизской ССР, существовавшая в 1930—1962 годах. Центр — город Пржевальск, позднее село Теплоключенка.

## История
Каракольский район был образован 23 июля 1930 года. 26 февраля 1938 года был отнесён к Иссык-Кульскому округу. 21 ноября 1939 года вошёл в состав Иссык-Кульской области. В том же году переименован в Пржевальский район. 27 августа 1940 года центр района был перенесён из города Пржевальска в селение Теплоключенка. 26 февраля 1943 года 15 сельских и 1 поселковый совет Пржевальского района были переданы в новый Ново-Вознесеновский район. 29 октября 1958 года Пржевальский район был объединён с Ново-Вознесеновским районом и переименован в Каракольский район. 27 января 1959 года в связи с упразднением Иссык-Кульской области переведён в республиканское подчинение. 26 ноября 1959 года переименован в Пржевальский район, а центр района перенесён из села Теплоключенка в город Пржевальск. 31 июля 1962 года был переименован обратно в Каракольский район. 30 декабря 1962 года район был упразднён, а его территория включена в Тюпский район.
По данным на 1949 год район включал 11 сельсоветов: Бюрю-Башский, Джангы-Арыкский, Джол-Колотский, Кара-Джарский, Кереге-Ташский, Октябрьский, Отуз-Улский, Сары-Камышский, Теплоключенский, Уч-Кайнарский и Чельпекский.

## Население
По данным переписи 1939 года в районе проживало 29 463 человека, в том числе киргизы — 44,1 %, русские — 27,4 %, украинцы — 13,9 %, калмыки — 7,4 %, дунгане — 1,9 %, казахи — 1,7 %, узбеки — 1,2 %. По данным переписи 1959 года в районе проживало 35 229 человек..